# غرفة العناية المركزة
غرفة العناية المركزة الرواية الثالثة للكاتب والدبلوماسي المصري عز الدين شكري فشير. صدرت الرواية لأوّل مرة عام 2008 عن دار شرقيات للنشر والتوزيع في القاهرة ومن ثم عام 2013 صدرت عن دار الشروق المصرية. ودخلت في القائمة الطويلة للجائزة العالمية للرواية العربية لعام 2009، المعروفة بجائزة «بوكر».

## حول الرواية
أبرز شخصيات هذه الرواية، صحافي وضابط مخابرات كانا في السابق زميلين جامعيين؛ محامية تدافع عن الإخوان المسلمين؛ مراهق من أصل مصري مقيم في الولايات المتحدة الأمريكية، يزور الخرطوم وفي حقيبته متفجرات. يجمع هذه الشخصيات وسواها انفجارٌ يهدم القنصلية المصرية في العاصمة السودانية. إنها في اختصار رواية لا يصف فيها الكاتب شبكتي الإرهاب والمخابرات فحسب، بل يسرد أيضًا كوابيس تورّط الأفراد فيهما.